# Internationaler Elektrizitätskongress
Der Internationale Elektrizitätskongress, auch Elektrotechnischer Kongress genannt, wurde erstmals im August 1881 in Paris abgehalten. Gleichzeitig fand die Erste Internationale Elektrizitätsausstellung statt, auf der unter anderem die von Thomas Alva Edison entwickelte Glühlampe gezeigt wurde.

## Geschichte
Zum Kongress 1881 wurden von 22 Staaten 250 Delegierte entsandt, darunter Gelehrte, Industrielle und hohe Beamte. Eine wichtige Aufgabe war die Definition von elektr(otechn)ischen Einheiten, u. a. die Entscheidung zwischen dem englischen oder deutschen System, doch bestand Einigkeit zunächst nur für ein CGS-System. Am 21. September 1881 legte der Erste Internationale Elektrizitätskongress die teilweise schon zuvor verwendeten Einheiten Maßeinheiten Ohm,  Volt, Ampere, Coulomb und Farad fest. Für das Ohm wurde eine Realisierung über eine Quecksilbersäule definiert.
Weitere Kongresse folgten in Abständen einiger Jahre, dazwischen wurden internationale Expertenkommissionen für die weiteren Ausarbeitungen eingesetzt.
Auf dem 5. Internationalen Elektrizitätskongress 1900 wurde – ebenfalls in Paris – die elektromagnetische cgs-Einheit „Gauß“ definiert. 1933 legte die International Electrotechnical Commission (IEC) auf einer Sitzung in Paris fest, dass 1 cm−½g½s−1 als elektromagnetische CGS-Einheit der magnetischen Feldstärke „Oersted“ heißen soll. 1935 wurde auf einer Konferenz in Scheveningen das Einheitenzeichen „Gs“ für das Gauß festgelegt.